# Carlitinho
Carlitinho é um curta-metragem mudo brasileiro do gênero comédia, dirigido por José Medina em 1921. Foi produzido pela Rossi-Film, com a cinematografia sendo feita por Gilberto Rossi. O filme era uma comédia em que o ator José Vassalo Jr parodiava Carlitos, famoso personagem de Charlie Chaplin.
Estreou em 27 de outubro de 1921, nos Cinemas Roial e Central, em São Paulo. É considerado um filme perdido.

## Sinopse
Imitação de Charlie Chaplin feita por um menino, José Vassalo Jr, noticiada como sendo uma das mais perfeitas.

## Elenco
- José Vassalo Jr como Menino que parodiava Chaplin
- Carlos Ferreira
- Antonio Degani

## Preservação
Como os outros filmes de Medina, todas as cópias de Carlitinho provavelmente foram perdidas em incêndios na Cinemateca Brasileira ou no laboratório da Rossi Film. O único material sobrevivente referente ao filme é uma imagem em que José Vassalo Jr está vestido de Carlitos, sendo retirado da revista Cinearte.